# Наурузовский сельсовет (Башкортостан)
Наурузовский сельсовет — муниципальное образование в Учалинском районе Башкортостана России.Согласно Закону о границах, статусе и административных центрах муниципальных образований в Республике Башкортостан имеет статус сельского поселения.

## Состав сельсовета
- с. Наурузово,
- д. Гадельшино,
- д. Мишкино,
- д. Москово,
- д. Ягудино.

## Население
| 2002 | 2009  | 2010 | 2012 | 2013 | 2014 | 2015 |
| ---- | ----- | ---- | ---- | ---- | ---- | ---- |
| 1049 | ↗1163 | ↘947 | ↘900 | ↘866 | ↘839 | ↘799 |
| 2016 | 2017  | 2018 |      |      |      |      |
| ↘781 | ↗788  | ↘744 |      |      |      |      |